# Pygopleurus cirrius
Pygopleurus cirrius là một loài bọ cánh cứng trong họ Glaphyridae. Loài này được Petrovitz miêu tả khoa học năm 1957.